# قصص مصورة عبر الويب
القصص المصورة عبر الوب أو الوب كومكس هي كاريكاترات الإنترنت ويتم نشرها على شبكة الإنترنت وغالبا تكون حصرية وتوفر سهولة الوصول إلى الجمهور وأفكارهم، قد ينشر بعضها في الكتب والمجلات ولكنها تحفظ في أرشيف الإنترنت.
بالنسبة لهذه الكاريكاتيرات يمكن طبعها ونشرها وتأليفها من قبل أي شخص، ويبلغ عددها حاليا على الوب ما يقارب 18000 وب كومكس، وقد تتضمن العديد من المجالات مثل قطاع الكارتون التقليدي والروايات الغرافيكية، وتغطي العديد من المواضيع، وهي لا تسبب الاكتفاء الذاتي المادي لمن أراد رسم هذه الكاريكاترات إلا القليل منها.

## معلومات عن الوب كومكس
هناك العديد من الفروق بين الوب كومكس والكاريكاترات الموجودة في الصحف والجرائد.
لقد أحدثت الوب كومكس نقلة نوعية في عالم الكاريكاترات وقد تؤثر على الكاريكاترات في الصحف والمجلات ويسمح للرسامين أن يستفيدوا من قدرات الوب النادرة في نشر كاريكاتراتهم، سكوت مكلود كان أول من روج لفكرة الوب كومكس وهناك الكثير من الكتب والرسامين التي تناولت هذا الموضوع من الكاريكاترات مثل مايك كروهليك، جيري هوليكنز، اريك ملكن، تيم بكلي والكثير من الرسامين الذين اختصوا بهذا المجال.

## العمل في هذا المجال
هناك بعض المحترفين في هذه المهنة والتي يتخذونها كمهنة رئيسية لهم هذا المجموعة المحترفة من رسامي الوب كومكس تتضمن بعض الرسامين مثل : ريش بروليو، تارول هنت، جيمس كوشالكا، راندال مونورو، تيم بكلي وغيرهم. معظم هؤلاء الرسامين بدأو العمل كهواية أو تسلية، لكنهم نجحوا في هذا المجال ويستطيعون العيش بلا تبرعات أو هبات. انظر إلى مثال على الوب كومكس للفنان تيم بكلي.
هناك العديد من الطرق لكسب المال في هذا المجال مثل الإعلان والترويج عن طريق بعض المواقع مثل باي بال وغيرها من الطرق، وقد ظهرت شركات مختصة مثل Modern Tales.

## جوائز هذا المجال
- Eagle Awards عام 2000
- Ignatz Awards عام 2001
- Eisner Awards عام 2005
- Shuster Awards عام 2007 وهذه الجائزة خاصة بالرساميين الكنديين
- Web Cartoonists' Choice Awards التي تقام سنويا منذ عام 2001
- The Clickburg Webcomic Awards الذي تم البدء فيه عام 2005 في

Stripdagen Haarlem comic festival الذي يكرم الرساميين في هولندا وبلجيكا ولكسمبورغ

## الوب الكومكس غير الإنجليزية
كان لا بد من أن تنتشر الوب كومكس خارج الدول الناطقة بالإنجليزية كأمريكا وبريطانيا، فعلى سبيل المثال انتشرت بعض الوب كومكس الألمانية عام 2000 على يد الرسام الألماني Joscha Sauer وقد قام هذا الرسام بالعديد من الأعمال حيث قام بنشر كارتون الفكاهة السوداء اليومية وبذلك أصبحت أعمله معروفة في كل ألمانيا، حتى عرضت عليه شركة Carlsen Verlag عقد حيث يظهر له كتاب سنوي تظهر فيه كاريكاتراته، والتي تضمن توفير دخل جيد له.